# Poems of Home, Heart, and Hearth (cykl Williama Vicarsa Lawrance’a)
Poems of Home, Heart, and Hearth – cykl liryczny amerykańskiego prawnika, prozaika i poety Williama Vicarsa Lawrance’a, opublikowany w 1889 przez Riverside Press w tomie The Story of Judeth: a Tale of Bethany, with Poems of Home, Heart, and Hearth. W cyklu znalazły się między innymi utwory My Last Night's Dream, The Roses Have Come Again, The Oath, Song, Music that is Ever New, On the Abolition of Slavery, A Vision of Love, The Old Régime: Salutation, The Coming of the Rain i Abraham Lincoln: A Memorial Ode.